# Ralf Scheidhauer
Ralf Scheidhauer (* 12. April 1981 in Zschopau) ist ein ehemaliger deutscher Motocross- und Endurosportler.

## Sportlicher Werdegang
Ralf Scheidhauer gewann in der Saison 2000 den Deutschen Enduro-Pokal, ab der folgenden Saison ging er in der Deutschen Enduro-Meisterschaft an den Start. Hier wurde er in seinem Premierenjahr Vierter in der Gesamtwertung der Klasse bis 400 cm³ Viertakt. Vor der Saison 2003 wechselte er von Husqvarna auf KTM und vom Motorsport Club „MC MEK“ zum Enduro-Team von Harald Sturm.
Naben der nationalen Enduro-Meisterschaft startete er auch in der Enduro-Europameisterschaft und erreichte in der Saison 2004 sein bestes Resultat mit einem zweiten Platz in der Gesamtwertung der Klasse über 250 cm Viertakt. Im Jahr 2005 gelang ihm mit dem Meistertitel in der Klasse E2 (bis 250 cm³ Zweitakt/450 cm³ Viertakt) sein größter Erfolg im Endurosport.
Mit der Mannschaft nahm er 2001 erstmals an den prestigeträchtigen Six Days teil. Bei der 76. Internationalen Sechstagefahrt im französischen Brive-la-Gaillarde war er Mitglied der deutschen Nationalmannschaft im Wettbewerb um die Junior World Trophy, das Team erreichte den sechsten Platz in der Gesamtwertung. Bei der folgenden 77. Internationalen Sechstagefahrt in Tschechien war er wieder im Aufgebot und die Mannschaft erreichte den vierten Platz. 2004 war er nochmals Fahrer der deutschen Junioren-Nationalmannschaft. Die deutschen Nationalmannschaften brachen als Reaktion auf den Unfalltod von Swen Enderlein den Wettbewerb jedoch unmittelbar am dritten Fahrtag ab, in der Ergebnislisten wurden sie jedoch weitergeführt. Bei der Austragung 2008 im griechischen Serres fuhr er erstmals in der deutschen World-Trophy-Mannschaft, das Team sicherte sich den achten Platz. Bei seiner letzten Teilnahme 2011 schied er selbst am dritten Fahrtag aus, das Team erreichte in der Gesamtwertung den sechsten Platz.
Abseits vom Endurosport nahm er 2005 zum ersten Mal am ErzbergRodeo teil und errang im Hare Scramble überraschend den dritten Platz hinter den mehrfachen Enduro-Weltmeistern David Knight und Juha Salminen.
In den Jahren 2006 und 2007 gewann er die Gesamtwertung der ersten und zweiten Austragung des GetzenRodeo (Hardenduro) im erzgebirgischen Grießbach. Daneben nahm er auch an Läufen der Deutschen Cross Country-Meisterschaft (GCC) teil und erreichte mehrfach Podestplatzierungen.
Zu Beginn der Saison 2012 wechselte Scheidhauer das Motorrad von KTM zu GasGas und das Team zu K&P Zweiradtechnik.

## Privates
Scheidhauer ist gelernter Kfz-Mechaniker. Seit seinem Karriereende ist er u. a. als Enduro-Trainer tätig.